# هواوي مايت 20
هواوي مايت 20 (بالإنجليزية: Huawei Mate 20)‏ وهواوي مايت 20 برو (بالإنجليزية: Huawei Mate 20 Pro)‏ وهواوي مايت 20 آر إس بورش ديزاين (بالإنجليزية: Huawei Mate 20 RS Porsche Design)‏ وهواوي مايت 20 إكس (بالإنجليزية: Huawei Mate 20 X)‏ هي هواتف ذكية تعمل بنظام أندرويد، تم تصميمها وتسويقها من قبل هواوي كجزء من سلسلة هواوي مايت. تم إصداره لأول مرة في 16 أكتوبر 2018 في مؤتمر هواوي في لندن بالمملكة المتحدة.